# Jaroszyn (województwo wielkopolskie)

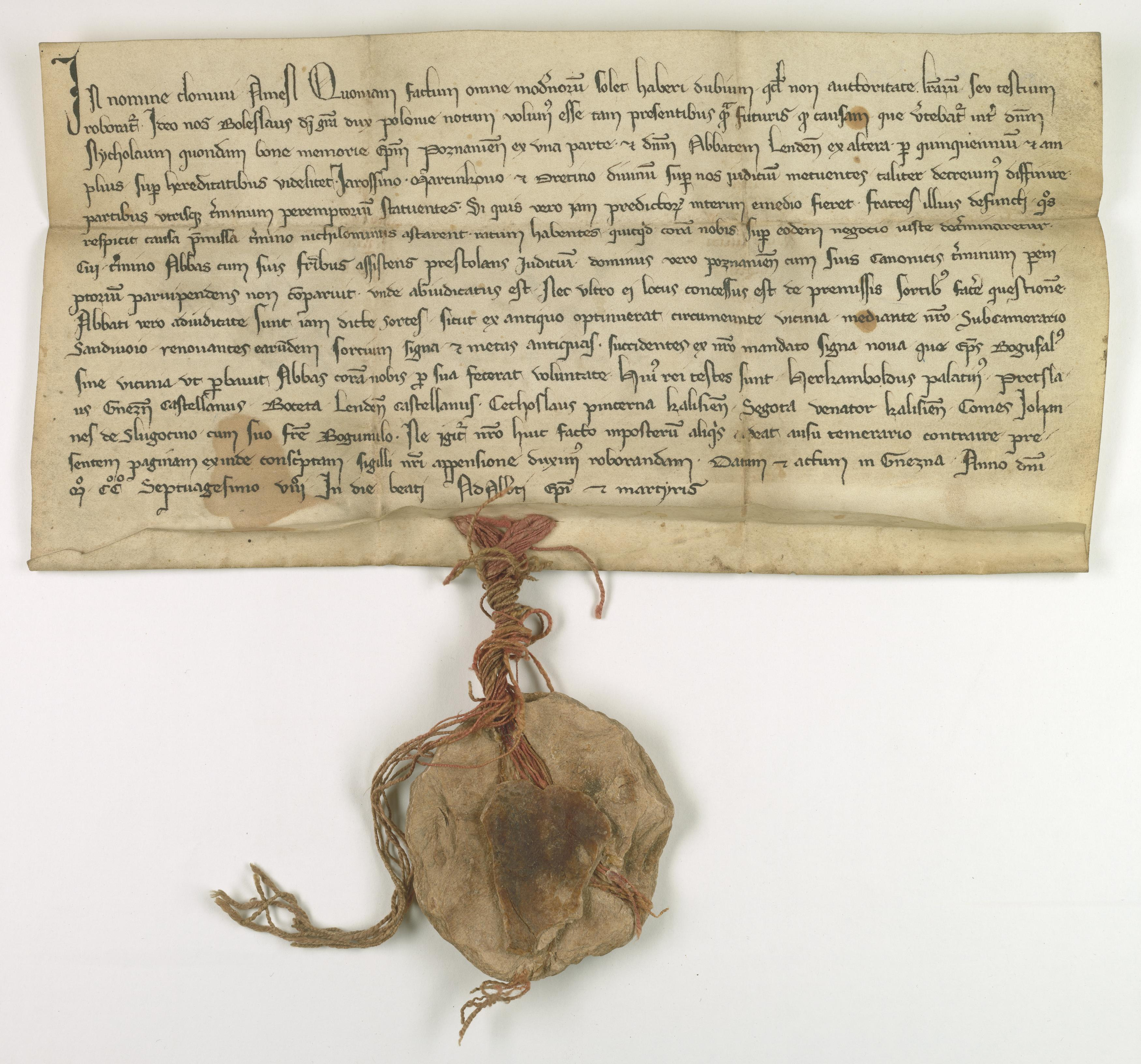
Bolesław, ks. kaliski przysądza opatowi klasztoru w Lądzie wsie: Jaroszyn, Marcinkowo Kowalewo i Drążyn

Jaroszyn – wieś w Polsce położona w województwie wielkopolskim, w powiecie słupeckim, w gminie Lądek.
Wieś duchowna, własność opata cystersów w Lądzie pod koniec XVI wieku leżała w powiecie konińskim województwa kaliskiego. W latach 1975–1998 miejscowość administracyjnie należała do województwa konińskiego.

## Historia
Miejscowość w formie Iarosino wymieniona jest w łacińskim dokumencie z 1282 roku.
We wsi już od dawna istniał kościół pod wezwaniem Wszystkich Świętych. Już w XV w. z powodu braku środków tutejsza parafia nie utrzymuje proboszcza, a kościołem zarządzają zakonnicy. W 1781 walący się kościół rozebrano, a parafię złożoną z jednej wsi wcielono do parafii w Lądku. Około 1890 roku powstała parafia NMP i św. Mikołaja w Lądzie. Jaroszyn wcielono wtedy do tej parafii.
Jednak według przekazu ludowego, kościół zapadł się pod ziemię. Pewnego dnia kościół w Jaroszynie pod wezwaniem Wszystkich Świętych odwiedziła „Biała Dama" i o drzwi kościoła zahaczyła suknię, rozdzierając ją. W ataku furii, miała powiedzieć, by kościół ten zapadł się pod ziemię, co też miało miejsce. Wkrótce po tych słowach kościół się zapadł. Ponoć nawet obecnie słychać ciche bicie dzwonów. Tyle legenda.
Przez Jaroszyn przebiega autostrada A2.
Zobacz też: Jaroszyn, Jaroszyn-Kolonia